# Umbilicus chloranthus
Umbilicus chloranthus är en fetbladsväxtart som beskrevs av Theodor Heinrich von Heldreich, Amp; Sart. och Pierre Edmond Boissier. Umbilicus chloranthus ingår i släktet navelörter, och familjen fetbladsväxter. Inga underarter finns listade i Catalogue of Life.